# Gabriel González Videla
Gabriel González Videla (ur. 22 listopada 1898 w La Serena, zm. 22 sierpnia 1980 w Santiago) – chilijski polityk, dyplomata i prawnik, prezydent Chile w latach 1946–1952.
Videla był senatorem i deputowanym, ambasadorem we Francji (1939–1941), w Portugalii (1941–1942) i Brazylii (1943–1944), był stałym przedstawicielem kraju w ONZ, członek Partii Radykalnej, sprawował od 3 listopada 1946 do 3 listopada 1952 urząd prezydenta Chile. Wybór zawdzięczał poparciu komunistów, których w 1947 usunął z rządu, a w roku następnym zdelegalizował ich partię.